# 瓦连京内湖
オンネ湖（日语：／）或瓦连京内湖（俄语：Озеро Валентины）是国后岛的湖，长1.7公里，宽0.5公里，面积0.83平方公里，平均深7至8米，最深达18米，海拔0.9米，集水面积19.2平方公里，湖岸长6公里，底部是砾石。